# Natuurreservaat Rödkallens
Het Natuurreservaat Rödkallens, ook wel het Natuurreservaat Röskallens Sör Äspen is een vogelbeschermingsgebied aan de oostzijde van de Lule-archipel. Het totale oppervlak van het reservaat is 71,3 vierkante kilometer, waarvan 63,6 bestaande uit water. Het reservaat beschermt dan wel de vogels die hier neerstrijken; het is tevens jachtgebied van de Europese nerts, een notoire eter van vogels en eieren. 
In het reservaat ligt een aantal eilanden, een vaste oeververbinding is er niet en alleen op Rödkallen is bewoning. In de zomer heeft dat eiland een bootverbinding met Luleå.  Andere eilanden zijn Storgrundet, Sandgrönnorna, Grillklippan en Sör-Äspen.

Op het eiland Rödkallen (met zelf een reservaat van 4 hectare) komt de zwarte zeekoet het meest voor; op Grillklippan de reuzenstern. Ook de kleine mantelmeeuw is in deze contreien te vinden.

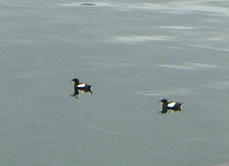
Zwarte meerkoet

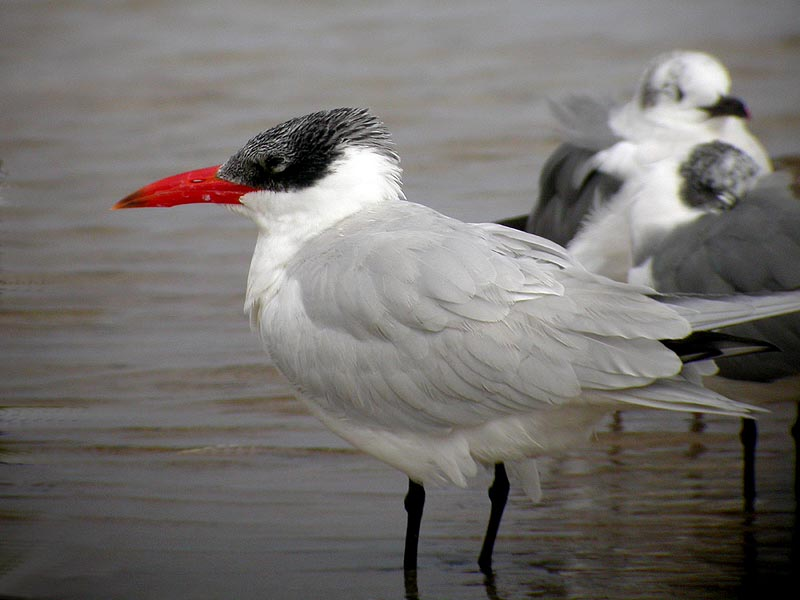
Zeestern

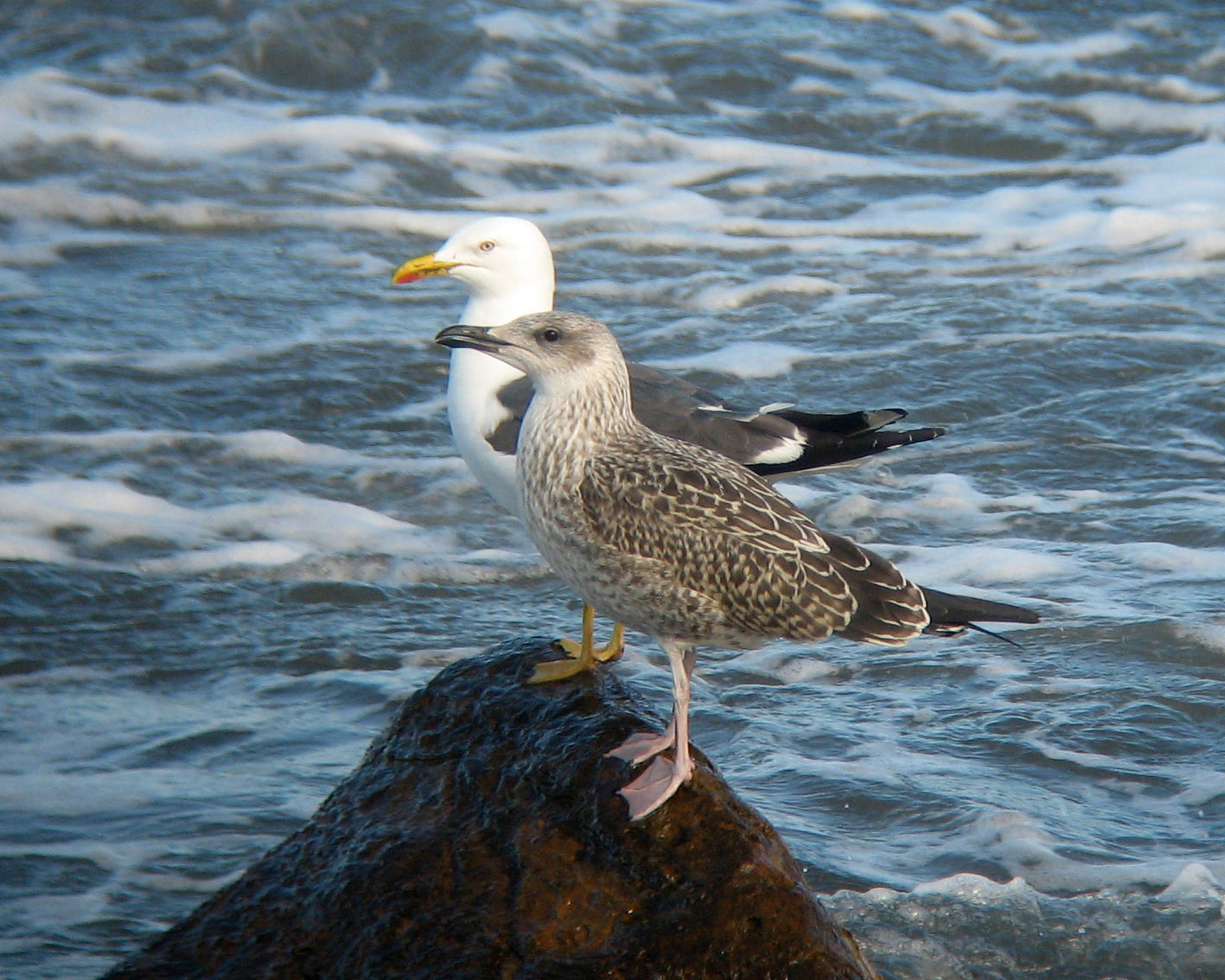
Kleine mantelmeeuw